# Antonio Cetti
Antonio Cetti (Como, 1º febbraio 1900 – Como, 10 giugno 1980) è stato un calciatore italiano, di ruolo centrocampista.

## Carriera
Antonio Cetti (detto anche Cetti II, per distinguerlo dal fratello e compagno di squadra Francesco, detto Cetti I) trascorse tutta la sua carriera di calciatore nel Como, dove ricoprì per oltre vent'anni il ruolo di mezz'ala.
Ancora oggi è suo il record di reti segnate in campionato fra i giocatori che hanno vestito la maglia azzurra: 91. Come numero di presenze nella squadra lariana, si situa al quarto posto nella classifica di tutti i tempi, con 278 partite di campionato.
Dal 1938 ricoprì nel Como anche il ruolo di allenatore, che mantenne, dopo il ritiro dall'attività agonistica, fino al 1944. In seguito ha allenato il Cantù.

## Palmarès

### Giocatore

#### Competizioni nazionali
- Seconda Divisione: 1

Como: 1924-1925
- Prima Divisione: 1

Como: 1930-1931

#### Competizioni regionali
- Prima Divisione: 1

Como: 1937-1938